# Kuti Albert
Uzoni Kuti Albert (Nagyszeben, 1844. október 16. – Dicsőszentmárton, 1893. június 12.) ügyvéd, Kis-Küküllő vármegye főügyésze.

## Élete
Háromszéki székely eredetű katolikus családból származott. Szülei Kuti István (1811–1869) pénzügyigazgatósági irodatiszt és Szőts Anna voltak. Testvérei voltak Kuti Róza (Sztáncsay Albertné), Máli (Czéh Istvánné), Lajos, Gyula (felesége Gergely Adél), Kati és István (1867–1912). Felesége Bernáld Berta, gyermekeik Béla, Berta és Irén voltak.
1874–1875-ben a Székely Hírlap főmunkatársa és a jogi rész vezetője, 1881–1885 között pedig a marosvásárhelyi Erdélyi Értesítő szerkesztője és kiadó-tulajdonosa volt. A marosvásárhelyi függetlenségi 48-as párt vezére volt.
A gyászszertartást Kovács Ferenc apátplébános tartotta. A marosvásárhelyi katolikus temetőben nyugszik.